# Юрос
Юрос (на шведски: Djurås) е малък град в централна Швеция, лен Даларна. Главен административен център на община Гагнеф. Разположен е около мястото на вливането на река Йостердалелвен в река Далелвен. Намира се на около 220 km на северозапад от столицата Стокхолм и на около 30 km на югозапад от Фалун. Има жп гара. Населението на града е 1253 жители според данни от преброяването през 2005 г.